# Адам Федорович-Яцковський
Адам Федорович-Яцковський (пол. Adam Fedorowicz-Jackowski) — польський чиновник часів Другої Польської республіки.

## Життєпис
Староста Чортківського (1928—1929) та Бучацького повітів (1937).
Мав дві доньки.

## Нагороди
Нагороджений Золотим Хрестом Заслуги (1929).
Ряд колективних громад у Бучацькому повіті (Бариш, Коропець, Монастириськ, Підзамочок, Трибухівці) в 1937 році присвоїли йому почесне громадянство.